# Suối nước nóng Kênh Gà

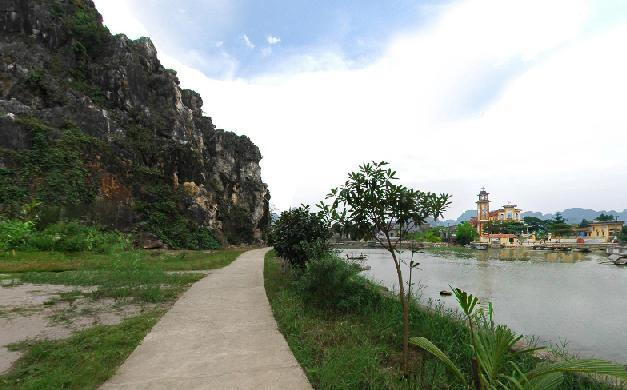
Đường vào khu lịch Kênh Gà - Vân Trình.

Suối nước nóng Kênh Gà là suối nước nóng ở thôn Kênh Gà xã Gia Viễn tỉnh Ninh Bình, Việt Nam .
Suối chảy ra từ lòng núi Kênh Gà ở làng nổi Kênh Gà và đổ vào nhánh sông Hoàng Long. Đây là một suối nước khoáng nổi tiếng, đã được Trung tâm sách kỷ lục Việt Nam đưa vào Top 5 khu du lịch suối nước nóng thu hút khách nhất ở Việt Nam.
Ngã ba Kênh Gà nơi hợp lưu giữa sông Bôi và sông Lạng vào sông Hoàng Long, nơi đây được gọi là Vọng Ấm vì nước sông luôn luôn ấm, nơi quần tụ của nhiều loài cá và sinh vật dưới nước. Tại đây đã hình thành một làng chài tên gọi Kênh Gà. Cách Kênh Gà cỡ hơn 4 km phía tây nam, tại thôn Vân Trình xã Thanh Sơn là Động Vân Trình.
Nước suối Kênh Gà có hàm lượng cao các muối natriclorua, kaliclorua, canxiclorua, magieclorua và muối bicacbonat. Nước trong suối không màu, không mùi, vị hơi chát. Nước có nhiệt độ ổn định là 53 °C.
Suối nước nóng Kênh Gà cùng với động Vân Trình đã được quy hoạch và đưa vào khai thác du lịch theo tour Kênh Gà - Vân Trình, hạ tầng khu vực được xây dựng khá tốt để phục vụ khách tham quan và nghỉ dưỡng.

## Khu du lịch Kênh Gà - Vân Trình
Theo đề án của dự án khu du lịch Kênh Gà – Vân Trình, dự án này có tổng diện tích khoảng gần 2.900 ha, nằm trong vùng thoát lũ sông Hoàng Long, bao gồm khoảng 1.900 ha đất ngoài đê (thuộc vùng tràn lũ) và khoảng gần 1.000 ha đất trong đê (thuộc vùng xả lũ).
Với tổng mức đầu tư trên 30.000 tỷ đồng. Dự kiến, dự án du lịch Kênh Gà – Vân Trình sẽ phức hợp nhiều hạng mục như: Khu hồ nước trung tâm; kế cận hồ nước trung tâm là hệ thống các sân golf, công trình nghỉ dưỡng, khách sạn; kết nối với các điểm du lịch vệ tinh hiện tại như suối nước nóng Kênh Gà, động Vân Trình… Mục tiêu của dự án sẽ xây dựng vùng ngập nước suối Kênh Gà – động Vân Trình thành khu du lịch lớn, có cảnh quan và công trình kiến trúc nhân tạo đạt giá trị đặc biệt, với hệ thống hạ tầng dịch vụ hiện đại, đa dạng các sản phẩm dịch vụ.
Trước đó, từ năm 2005 đã xây dựng Khu du lịch sinh thái nghỉ dưỡng nước khoáng nóng Kênh Gà với diện tích khoảng 2 ha, nằm tách biệt với khu dân cư. Khu du lịch có 2 bể tắm công cộng, 18 bể tắm cá nhân, khách sạn với 25 phòng nghỉ, nhà sàn, nhà hàng và một số dịch vụ chăm sóc sức khoẻ, vui chơi giải trí khác phục vụ du khách như spa, massage, karaoke... Khu nghỉ dưỡng nước khoáng nóng Kênh Gà với bể nước khoáng nóng lớn có sức chứa từ 50 - 70 người cùng với 16 vòi sục rất mạnh cùng với những dịch vụ chất lượng cao phục vụ nhu cầu nghỉ dưỡng như bể bơi spa, bồn tắm ngâm thảo dược, nhà hàng, khách sạn, massage, karaoke, hội trại… 